# Nassaulaan 46 (Baarn)
De woning aan de Nassaulaan 46 is een gemeentelijk monument in Baarn in de provincie Utrecht. De villa staat in de Transvaalwijk.
Toen het pand in 1904 werd gebouwd voor P. Baauw bestond het nog slechts uit het rechter deel. De veranda aan de linkerzijde is in 1905 aangebouwd. In 1906 en 1910 volgden verbouwingen die leidden tot het gedeelte linksachter.
De Dorische zuilen van de veranda, met drie dubbele tuindeuren, dragen het vlakke dak. De ingang van het huis bevindt zich aan de voorzijde.
Het latwerk in de geveltop werd in de tijd van de bouw vaak toegepast bij Engelse landhuizen. Naast landelijke elementen worden ook classicistische decoraties aangebracht.